# Lee Jong-suk
Lee Jong-suk (hangul: 이종석; 14 de setembro de 1989) é um ator e modelo sul-coreano. Em 2005 ele estreou como modelo de passarela e iniciou sua carreira de ator no curta metragem intitulado Sympathy em 2009. É mais conhecido por protagonizar School 2013 (2012), I Can Hear Your Voice (2013), Doctor Stranger (2014), Pinocchio (2014), W (2016) , While You Were Sleepping (2017) e "  Romance is a bonus book " (2019) e Big Mouth (2022).

## Biografia
Lee Jong-suk foi o único modelo de 15 anos nas passarelas da Seoul Collection, tornando-se o modelo mais jovem em 2005. Durante esses anos em que trabalhou como modelo, foi elogiado por muitos como "um modelo que tinha a imagem de um menino e um homem crescido convivendo dentro dele". Antes de estrear como ator, ele tinha se preparado durante três anos para estrear em um grupo musical e até mesmo tinha assinado com uma agência, que lhe disse que isso o ajudaria a atuar melhor, porém Lee acabou desistindo no meio do processo.
Lee Jong-suk, que se formou em Artes e Ciências Cinematográficas na Universidade Konkuk, participou de uma seleção de atores na rede de televisão SBS quando estava no ensino médio e passou a fazer parte das atividades artísticas da emissora como um do 7 atores recrutados.

## Carreira

### 2005–2010: Ínicio da carreira de ator
Aos 15 anos, Lee começou sua carreira de modelo na passarela Seoul Collection em 2005, tornando-se o modelo masculino mais jovem a estrear no programa Seoul Collection na Seoul Fashion Week. Desde então, ele desfilou em uma série de desfiles de moda.
Lee treinou como membro do grupo de ídolos por três meses e assinou contrato com uma agência para estrear. No entanto, ele pediu demissão depois que a agência quebrou a promessa de estreá-lo como ator.  Ele participou de uma seleção para atores na estação de TV SBS quando ele estava no ensino médio.
Em 2010, Lee fez sua estreia como ator na série de televisão sul-coreana Prosecutor Princess. Ele também fez sua estreia nas telonas no filme de terror Ghost.

### 2011–2013: Crescente popularidade e avanço
Lee começou a ganhar reconhecimento após seu papel coadjuvante no drama de sucesso Secret Garden, onde interpretou um jovem compositor talentoso com uma atitude grosseira e uma paixão proibida pelo segundo protagonista masculino. Em 2011, ele apareceu na sitcom da MBC High Kick Season 3ª Temporada da MBC em que ele interpretou o personagem An Jong Seok, que está envolvido em uma relação amorosa complicada com Baek Jin Hee, Yoon Kye Sang e Kim Ji Won, onde ganhou mais popularidade. Lee também estrelou o filme R2B: Return to Base em 2012, como um personagem principal em seu primeiro filme de voo. Ele desempenhou um papel importante junto com Rain aparecendo como parte de uma equipe de pilotos de F-15K. É um remake do original de 1964, filme coreano Red Muffler.

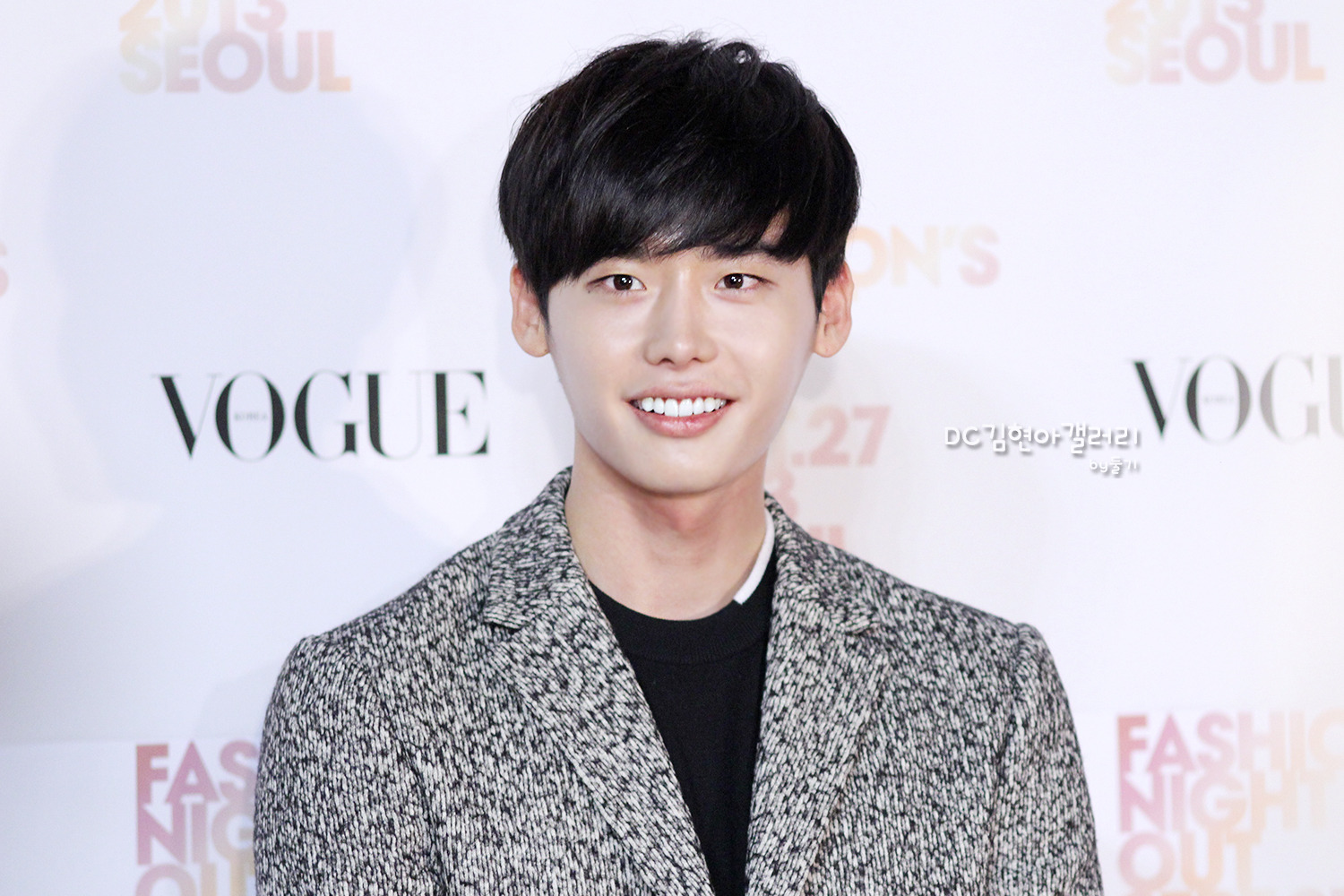
No Vogue Fashion's Night Out, 2013

O ano de 2012 tornaram-se seus anos de sucesso, graças ao seu primeiro papel principal como Go Nam Soon, um estudante colegial perdido em School 2013. Ele recebeu seu primeiro prêmio pelo papel como Go Nam Soon durante os KBS Drama Awards de 2012 com a categoria "Melhor Novo Ator". Além disso, ele apresentou a cerimônia juntamente com Yoo Jun-sang.
Após o sucesso de School 2013, Jong-suk estrelou o drama popular, I Can Hear Your Voice com Lee Bo Young, onde interpretou Park Soo Ha, um jovem inteligente que podia ler mentes.
De acordo com o pessoal relacionado a partir do drama: "Soo Ha vive em um mundo que é um pouco mais caótico do que o nosso, rodeado pelo seu passado impactante e seu amor especialmente ferido. Temos a intenção de explorar a forma como ele usa suas habilidades especiais entre a teia complicada de relações de caráter".
Esta capacidade permitiu-lhe para ajudá-la a resolver seus casos, bem como luta contra um criminoso assassino que mantém um rancor contra ele. Além disso, ele se reuniu no drama com Yoon Sang-hyun, que retratou Oska em Secret Garden. Originalmente o drama foi marcada para 16 episódios, mas devido à grande audiência e sucesso da série foi prorrogado por dois episódios. I Can Hear Your Voice lhe deu reconhecimento notável, e se tornou seu drama mais conhecido. Ele recebeu o prêmio "Excellence Award" na categoria masculina durante o Drama Awards Coreia por seu papel na série de televisão SBS I Can Hear Your Voice, bem como a "Melhor Casal Award", juntamente com Lee Bo Young.
Além disso, ele foi um dos que o ator principal no filme No Breathing com Seo In Guk e Kwon Yuri do Girls 'Generation. Ele interpretou o personagem Woo Sang, que é um ambicioso, jovem nadador perseguindo com um grande futuro pela frente e sempre se esforça para ser #1.

### 2014–presente: Popularidade mainstream

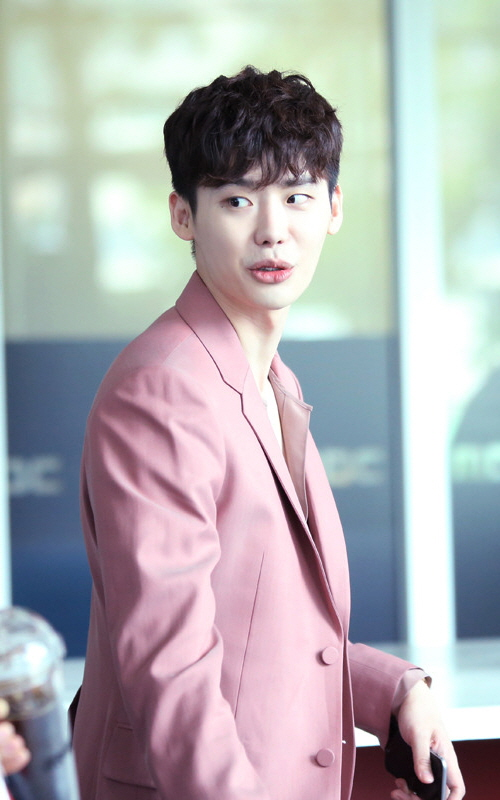
Na conferência de imprensa da W, agosto de 2016

Em 2014, ele estrelou o filme Hot Young Bloods com Park Bo-young. O filme se passa em uma cidade agrícola em Chungcheong de volta na década de 1980 e centra-se nas vidas e amores de vários estudantes do ensino médio.  É o segundo filme de JongSuk que ele protagoniza como novamente um estudante do ensino médio, mas desta vez um playboy popular.
Ele também protagonizou um drama médico, Doctor Stranger como Park Hoon um médico inteligente que veio da Coreia do Norte, mas quem é evitado por causa de seu passado. Na China, os direitos de streaming on-line para o drama foram vendidos por US$ 80.000 por episódio, além disso, o drama foi disponibilizado para transmissão on-line em ambos Youku e Tudou onde recebeu 330 milhões e 50 milhões de visualizações, respectivamente. A previsão era de que Doctor Stranger terá aproximadamente 600 milhões de visualizações quando o drama terminar, o drama anterior de Lee Jong Suk, I Can Hear Your Voice já ultrapassou 350 milhões de visualizações no Youku a partir de julho de 2014. Devido ao drama de sucesso na China foi planejado para editar o drama em um filme e lançá-lo nos cinemas, exclusivamente na China, com um final alternativo. Lee Jong Suk tornou-se tão popular na China que ele é chamado de um dos "Fantastic Four da Hallyu". Os outros três atores são Kim Soo-hyun, Lee Min-ho e Kim Woo-bin.
Em 11 setembro de 2014, Lee Jong Suk foi confirmado para estrelar ''Pinocchio'' como o papel principal ao lado da atriz Park Shin Hye. O drama conta a história de Choi Dal Po/Ki Ha Myung (Lee Jong Suk), uma criança que teve sua vida arruinada pelos repórteres, que quando cresce, procura vingança em nome de sua família, mas acaba se apaixonando por Choi In Ha (Park Shin Hye). O drama recebeu os seguintes prêmios : Top Excelência (Ator); Prêmio Popularidade Masculina; Melhor Casal (com Park Shin Hye); Melhor Ator; Top 10 Stars.
Em 2016, estrelou o drama ''W - Two Worlds'' ao lado de Han Hyo Joo, onde fez o papel de Kang Cheol; Um rico empreendedor que na verdade era um personagem de mangá que acaba ''puxando'' Oh Yeon Joo (Han Hyo Joo) para seu mundo. O drama recebeu alguns prêmios,dentre eles : Drama do ano; Melhor Ator (Lee Jong Suk); Melhor Atriz (Han Hyo Joo); Atuação de Ouro; Melhor Casal (com Han Hyo Joo);
Fez uma participação, ainda em 2016 no drama ''7 First Kisses'', onde interpretou ele mesmo. Apareceu também em Weightlifting Fairy Kim Bok Joo, onde interpretou ele mesmo.
Em 27 de setembro de 2017, o primeiro episódio de seu mais novo trabalho, ''While You Were Sleeping'' foi ao ar pela SBS, Lee Jong Suk faz o papel de Jung Jae Chan, um promotor de justiça que se envolve com uma estranha mulher chamada Nam Hong-joo; O drama conta a história de Hong-joo;(Bae Suzy) que pode ver eventos infelizes em seus sonhos, ela encontra um promotor chamado Jae-chan (Lee Jong-suk) que faz tudo o que pode para evitar que seus sonhos se tornem realidade.
Em 2018, Lee foi escalado para o drama de três episódios The Hymn of Death, um remake do filme de 1991 Death Song. Lee assinou com a nova agência de gerenciamento YNK Entertainment uma vez que seu contrato com a YG Entertainment terminou em 31 de março de 2018, mas rescindiu seu contrato cinco meses depois. e estabeleceu sua própria agência "A-man Project".
Em 2019, ele estrelou seu primeiro drama de comédia romântica Romance Is a Bonus Book ao lado de Lee Na-young.
Em 2021, depois de terminar seu dever militar, ele fez um retorno com uma participação especial em A Bruxa: Parte 2. O Outro. Lee mais tarde confirmado para o filme oficial Decibel ao lado de Kim Rae-won, Lee Sang-hee e Cha Eun-woo. Esta será a segunda vez que Lee aparecerá como o vilão em um filme. Com VIP sendo o primeiro filme, ele é o vilão. Mais tarde, em setembro de 2021, Lee confirmou o drama da MBC Big Mouth with Im Yoon-ah, voltando três anos após sua dispensa das forças armadas. Vai ao ar em 2022.
Em 2022, Lee realizou uma reunião de fãs 'RE, JONG SUK' no Blue Square Mastercard Hall, em Seul, em 12 de setembro.

## Vida pessoal
Lee é o melhor amigo do colega modelo-ator e co-estrela de School 2013, Kim Woo-bin, a quem ele conhece desde seus dias de modelo.
Ele era o dono do café de jantar, 89Mansion. O café fechou definitivamente em 14 de setembro de 2020 devido aos efeitos da pandemia de COVID-19.

### Relacionamento
Em 31 de dezembro de 2022, a agência de Lee confirmou seu relacionamento com a cantora e atriz IU. A agência do lado da IU também confirmou o relacionamento do casal, que começou quatro meses antes do anúncio oficial.

### Alistamento militar
Lee começou seu serviço militar obrigatório em 8 de março de 2019. Lee foi considerado inapto para se alistar como soldado da ativa como resultado de passar por um acidente de carro quando tinha 16 anos e rompeu o ligamento cruzado anterior. Por isso, foi confirmado o cargo de agente público, com previsão de alta em 31 de dezembro de 2020. Ele finalmente recebeu alta em 2 de janeiro de 2021.

### Filantropia
Desde novembro de 2013, Lee Jong-suk usa sua voz para ajudar os cegos como novo embaixador para o "Bom Projeto Biblioteca". Ele está emprestando seu rosto e voz para o projeto do "Standard Chartered Bank". O projeto leva pessoas a doar suas vozes para a leitura de livros gravados para pessoas cegas para que também possam desfrutar de histórias. No mesmo ano, ele aprovou o chapéu de campanha tricô de "Save The Children Korea". É uma campanha que faz chapéus para as crianças que sofrem de hipotermia na África e na Ásia.
Em 7 de março de 2022, Lee doou 100 milhões de won para a Hope Bridge Disaster Relief Association para ajudar as vítimas do enorme incêndio florestal que começou em Uljin, Gyeongbuk e se espalhou para Samcheok, Gangwon.

## Filmografia

### Televisão
| Ano  | Título                                 | Personagem     | Canal |
| ---- | -------------------------------------- | -------------- | ----- |
| 2010 | Prosecutor Princess                    | Lee Woo-hyun   | SBS   |
| 2010 | Secret Garden                          | Han Tae-sun    | SBS   |
| 2011 | High Kick: Revenge of the Short Legged | Ahn Jong-suk   | MBC   |
| 2012 | When I Was The Prettiest               | Yoon Jung-hyuk | KBS   |
| 2012 | School 2013                            | Go Nam-soon    | KBS   |
| 2013 | I Hear Your Voice                      | Park Soo-ha    | SBS   |
| 2014 | Doctor Stranger                        | Park Hoon      | SBS   |
| 2014 | Pinocchio                              | Choi Dal-po    | SBS   |
| 2016 | W                                      | Kang Cheol     | MBC   |
| 2016 | 7 first kisses                         | Lee Jong Suk   |       |
| 2017 | While You Were Sleeping                | Jung Jae-chan  | SBS   |
| 2018 | The Hymn of Death                      | Kim Woo-jin    | SBS   |
| 2019 | Romance is a bonus book                | Cha Eun-Ho     | TvN   |

### Filmes
| Ano  | Título              | Papel                         | Produção do filme     |
| ---- | ------------------- | ----------------------------- | --------------------- |
| 2009 | Sympathy            | Lee Han-sol                   | CJ Capital Investment |
| 2010 | Ghost               | Baek Hyun-wook                | CJ Entertainment      |
| 2012 | As One              | Choi Kyung-sub                | CJ Entertainment      |
| 2012 | R2B: Return to Base | First Lieutenant Ji Seok-hyun | CJ Entertainment      |
| 2013 | The Face Reader     | Jin-hyeong                    | Showbox               |
| 2013 | No Breathing        | Woo Sang                      | 9ers Entertainment    |
| 2014 | Hot Young Bloods    | Joong Gil                     | Lotte Entertainment   |
| 2017 | V.I.P               | Kim Gwang-Il                  |                       |

### Programas de variedades
| Ano  | Título           | Papel                                  | Canal | Episódios         |
| ---- | ---------------- | -------------------------------------- | ----- | ----------------- |
| 2010 | Strong Heart     | Ele mesmo/Elenco principal ou de apoio | SBS   | Episódios 63–64   |
| 2012 | Happy Together   | Ele mesmo/Elenco principal ou de apoio | KBS   | Episódios 245     |
| 2012 | Happy Together   | Ele mesmo/Elenco principal ou de apoio | KBS   | Episódio 260      |
| 2012 | Strong Heart     | Ele mesmo/Elenco principal ou de apoio | SBS   | Episódios 131–132 |
| 2012 | The Music Trend  | Ele mesmo/MC                           | SBS   |                   |
| 2013 | Running Man      | Convidado                              | SBS   | Episódio 138      |
| 2013 | Real Mate in AUS | Convidado                              | QTV   | Episódios 1–2     |
| 2013 | Hwasin           | Convidado                              | SBS   | Episódio 16       |
| 2014 | Running Man      | Convidado                              | SBS   | Episódio 181      |

### Aparições em vídeos musicais
| Ano  | Título            | Com         | Notas           |
| ---- | ----------------- | ----------- | --------------- |
| 2009 | I Don't Care      | 2NE1        |                 |
| 2011 | Don't Play Around | CHI CHI     |                 |
| 2012 | Lost              | Nicole Jung | Versão coreana  |
| 2012 | Lost              | Nicole Jung | Versão japonesa |
| 2015 | My Valentine      | Jung Yup    |                 |
| 2016 | Love is           | Davichi     |                 |

## Campanhas publicitárias
| Ano  | Produção                                | Notas              |
| ---- | --------------------------------------- | ------------------ |
| 2009 | Ivy Club                                |                    |
| 2009 | Levi’s MYMUI                            |                    |
| 2011 | TBJ                                     |                    |
| 2011 | SK2 - Pitera Essence                    |                    |
| 2011 | The Body Shop: White Musk               |                    |
| 2011 | Make Up For Ever: Rouge Artist Natural  |                    |
| 2011 | Biotherm Homme: T-PUR                   |                    |
| 2011 | SKONO                                   |                    |
| 2011 | EZIO                                    |                    |
| 2012 | Jambangee                               |                    |
| 2012 | Tetra Pak Korea ‘Take-out Milk Campaign |                    |
| 2013 | Trugen                                  | com Kim Woo-bin    |
| 2013 | Jambangee                               | com Park Shin-hye  |
| 2013 | Cass Beer                               | com Kim Woo-bin    |
| 2013 | SKONO                                   |                    |
| 2013 | NarangD Cider                           |                    |
| 2013 | Coffee & Biatti                         |                    |
| 2013 | Nongshim Shrimp Crackers                |                    |
| 2013 | ASICS                                   | com Ha Ji-won      |
| 2013 | OLLEH ALL-IP                            | com Lee Bo-young   |
| 2013 | Skin Food                               |                    |
| 2013 | OK Cash Bag                             |                    |
| 2013 | Poko Pang                               |                    |
| 2014 | Skin Food                               |                    |
| 2014 | MilkCow Ice Cream                       | com Ko Joon-hee    |
| 2014 | New ASICS                               |                    |
| 2014 | G By Guess                              | com Kang Min Kyung |
| 2014 | SEMIR (China)                           |                    |
| 2014 | Caffe Bene (Vietnam)                    |                    |

## Prêmios e indicações
| Ano  | Prêmio                                  | Categoria                                   | Trabalho nomeado  | Resultado |
| ---- | --------------------------------------- | ------------------------------------------- | ----------------- | --------- |
| 2012 | KBS Drama Awards                        | Melhor Novo Ator                            | School 2013       | Venceu    |
| 2013 | Mnet 20's Choice Awards                 | 20's Estrela de Drama - Masculino           | School 2013       | Indicado  |
| 2013 | Korea Drama Awards                      | Prêmio de excelência, Ator                  | I Hear Your Voice | Venceu    |
| 2013 | Korea Drama Awards                      | Prêmio de Melhor Casal com Lee Bo-young     | I Hear Your Voice | Venceu    |
| 2013 | Style Icon Awards                       | O Cavalheiro do Século 21                   | I Hear Your Voice | Venceu    |
| 2013 | Korean Culture and Entertainment Awards | Melhor Ator                                 | I Hear Your Voice | Venceu    |
| 2013 | APAN Star Awards                        | Prêmio de Excelência, Ator                  | I Hear Your Voice | Venceu    |
| 2013 | APAN Star Awards                        | Prêmio de Melhor Casal com Lee Bo-young     | I Hear Your Voice | Venceu    |
| 2013 | SBS Drama Awards                        | Prêmio de Excelência, Ator em uma minisérie | I Hear Your Voice | Venceu    |
| 2013 | SBS Drama Awards                        | Top 10 Estrelas                             | I Hear Your Voice | Venceu    |
| 2013 | SBS Drama Awards                        | Prêmio de Melhor Casal com Lee Bo-young     | I Hear Your Voice | Venceu    |
| 2014 | Asia Model Festival Awards              | Prêmio de Estrela Modelo                    | Ele mesmo         | Venceu    |
| 2014 | Baeksang Arts Awards                    | Melhor Ator (TV)                            | I Hear Your Voice | Venceu    |
| 2014 | Baeksang Arts Awards                    | Ator Mais Popular (TV)                      | I Hear Your Voice | Indicado  |